# Панеллінські ігри
Панеллінські ігри (грец. Πανελλήνια) — вид спорту, форма розваг, які в античному суспільстві вважалися загальнонародними урочистостями, дуже часто пов'язаними з культом.
Панеллінські ігри мали велике значення для розвитку культури. Найважливішими іграми у Греції були такі: Олімпійські, Піфійські, Істмійські та Немейські.